# Feliksów (powiat kępiński)
Feliksów – wieś w Polsce, położona w województwie wielkopolskim, w powiecie kępińskim, w gminie Baranów. Położony jest w pobliżu drogi krajowej nr 39 Baranów-Brzeg oraz nieczynnej obecnie linii kolejowej Kępno-Namysłów, ok. 7 km na południe od stolicy powiatu.
W latach 1975–1998 przysiółek administracyjnie należał do województwa kaliskiego.